# Summer Trip
《Summer Trip》（解放豔夏）為日本歌手倖田來未於2013年7月31日發行的第55張單曲。

## 簡介
- 倖田來未慣例的夏季單曲，與上張單曲《好愛好愛你》相隔約7個月。
- 本作的概念為「暑氣」、「開放感」、「有力的」，且使用了「最前衛」的曲風[1]。
- 倖田表示「這是繼2006年的《熱浪4射》以來再次前往海外拍攝，想將夏天直接的傳達出來，還有洛杉機的開放感、美麗的海，為了大幅露出身體的拍攝還特別減肥了」[2]。
- A面曲〈LALALALALA〉於「dwango.jp」獨家先行開放下載，購買者有機會獲得「倖田來未原創貼紙」[3]。
- 9月7日將於日比谷野外音楽堂舉辦的限定演唱會「日比谷野音90周年事業 KODA KUMI ～Summer Trip～ 購入者限定 MINI LIVE」將從購買者中抽出1萬人來參加[4]。

## 音樂錄影帶
本次單曲的音樂錄影帶以及封面外景地點為美國加州洛杉磯的馬里布海灘。
兩首歌的導演皆為曾替黑眼豆豆等人拍攝過音樂錄影帶的Fatima Robinson，她表示「倖田的表現很好，多年前有一起合作過（That Ain't Cool的音樂錄影帶），倖田的身子依然柔軟，沒想到生了孩子後，舞蹈還是一樣厲害。」。

## 宣傳
歌曲〈LALALALALA〉首次於日本電視台特別節目《THE MUSIC DAY 音樂的力量》（日语：THE MUSIC DAY 音楽のちから）首次公開宣傳。
為了紀念單曲的發行，特別於8月1日在神奈川縣鎌倉市由比ヶ浜海岸，avex所經營的「海之家・avex beash paradise powered by UULA」舉辦1日限定的CD店「Summer Trip SHOP」，並由倖田本人親自到現場，將特典貼紙親自交到消費者手中，並會從購買者中抽選300人參加MINI LIVE。約隔3年再次於海之家舉辦活動。

## 發行版本
- CD ONLY
- CD+DVD

## 曲目

### CD
1. Radio Show Start～LALALALALA～【Intro】
2. LALALALALA
作詞：Kumi Koda　作曲：Figge Bostrom・Anna Engh　編曲：井上慎二郎
充滿「暑氣」、「開放感」、「充滿活力」的搖滾曲風。
3. Show Time～IS THIS TRAP?～【Interlude】
4. IS THIS TRAP?
作詞：Kumi Koda　作曲：T-SK/HENRIK Nordenback/Christian Fast
以「TOKYO」作為主題，有如「甜蜜陷阱」所帶來的刺激感難以抗拒，仲夏午夜的派對樂曲。
5. Show Time～TOUCH DOWN～【Interlude】
6. TOUCH DOWN（征服）
作詞、曲：Kumi Koda/Toby Gad/Joanna Levesque　編曲：Toby Gad
以簡約音樂的方式加上倖田的嗓音，呈現出倖田風格的酷舞曲。
7. Radio Show End【Outro】

### DVD
1. LALALALALA 【Music Video】
2. TOUCH DOWN（征服）【Music Video】
3. MAKING VIDEO